# Scrophularia nervosa
Scrophularia nervosa är en flenörtsväxtart. Scrophularia nervosa ingår i släktet flenörter, och familjen flenörtsväxter.

## Underarter
Arten delas in i följande underarter:
- S. n. boissierana
- S. n. nervosa